# Cervecería Aying
La Cervecería Aying (Brauerei Aying en alemán) es una cervecería alemana situada en Aying, a 25 kilómetros en el sudeste de Munich.

## Historia
La fundó Johann Liebhard en 1878, y desde entonces se dirige como una empresa familiar. En el año 1999 abrieron otra cervecería en la calle Münchner, que en aquella época era la más moderna de Europa. En el 2008 la nueva cervecería se convirtió en la sede.

## Empresa
La dirige Franz Inselkammer y en 2010 contaba con ochenta trabajadores. Produce 100 000 hectolitros de cerveza anuales. Al ser la única cervecera de la zona, dispone de un pozo propio de 176 metros de profundidad de donde obtiene el agua para la elaboración de sus productos.
La segunda semana de octubre la compañía celebra la Bräukirta, una fiesta con puestos de venta de cerveza y mercados de artesanía y alimentos.

## Productos
Produce catorce tipos de cerveza. Bajo la marca Frucade produce además distintos tipos de refrescos y agua mineral extraída del pozo.

## Premios
- 2014: Copa del Mundo de la Cerveza, bronce en la categoría European-Style Dark (Ayinger Altbaierisch Dunkel)[3]
- 2014: Estrella europea de la cerveza, bronce en la categoría European-Style Dunkel (Ayinger Altbaierisch Dunkel)[4]
- 2014: Estrella europea de la cerveza, plata en la categoría German-Style Kellerbier Hell (Ayinger Kellerbier)[4]
- 2014: Estrella europea de la cerveza, oro en la categoría South German-Style Hefeweizen Bernsteinfarben (Ayinger Urweisse)[4]
- 2014: Estrella europea de la cerveza, plata en la categoría South German-Style Hefeweizen Hell (Ayinger Bräuweisse)[4]